# Let There Be More Light
"Let There Be More Light" er den første sang på Pink Floyds andet album, A Saucerful of Secrets.
| Musik | Spire Denne musikartikel er en spire som bør udbygges. Du er velkommen til at hjælpe Wikipedia ved at udvide den. |